# インフォーマ
インフォーマ（英: Informa plc）は、世界30カ国以上に拠点を持ち、ビジネスインテリジェンス事業、学術出版事業、また国際会議などのビジネスイベント運営事業を手がける多国籍企業。イギリス・ロンドンに本社を置き、テイラーアンドフランシスやDatamonitorなどのグループ企業を持つ。ロンドン証券取引所上場企業（LSE: INF）。

## 沿革
インフォーマのルーツは、16世紀から17世紀にかけて栄えたロンドンの著名なコーヒーハウス「ロイズ・コーヒーハウス」（Lloyd's Coffee House）で、1734年に週刊の出版ニュース雑誌「Lloyd's List」の刊行が開始されたことに遡る。「Lloyd's List」は現役のビジネス雑誌としては世界最古の歴史を有し、現在もインフォーマのビジネス・インテリジェンス部門で刊行が続けられている。インフォーマは1998年に、Lloyd's of London PressとIBC Group plcの合併によって設立され、2004年に学術出版で知られるテイラーアンドフランシスを買収しグループ企業に加えて以降、企業買収によるグループの拡大を続けている。
近年はイギリスとアメリカ合衆国両国を中心に、出版事業に加え、ビジネス情報分析やビジネスイベント運営企業としても成長しており、2005年に国際会議などのイベント運営企業であるIIR Holdings（Institute for International Research）の買収を発表、2007年にマーケット分析企業のDatamonitorを買収しグループ企業におさめた。2015年にアメリカ合衆国のイベント運営企業であるFIME Exhibition & Congressを買収、2016年にマーケティングリサーチ企業のPentonを買収、2017年にアメリカのYachting Promotions Inc.を買収、2018年6月、イベント運営企業のUBM plcを買収した。
UBM plcは、世界の展示会業界において年商2位だったが、同4位だったインフォーマはこれにより、英レレックス・グループ（日本法人はRX Japan）を抜いて同業界で世界1位となった。
インフォーマの事業は現在、学術出版部門、ビジネスインテリジェンス部門、Global Exibition部門などに分かれている。ビジネスイベント運営やビジネス・インテリジェンス部門で売上を伸ばすと共に、学術出版部門でも高い売上を維持し、地域としては、アメリカ合衆国が売上の過半数を占めている。
2024年10月9日には国際会議・展覧会等イベント事業を行っており、カンヌライオンズの主催者でもあるアセンシャルの買収を発表した。

## 日本法人
日本法人「インフォーマ・グローバル・マーケット・ジャパン株式会社」は、ビジネスインテリジェンス部門の一部であるFinancial Intelligenceの一部門である「インフォーマ・グローバル・マーケット」（IGM）の日本法人にあたり、銀行や証券会社など金融市場の情報分析を提供する。また「インフォーマインテリジェンス合同会社」は、「ファーマインテリジェンス」のブランド名で、製薬会社や医療機器メーカーなどを対象に、医薬品産業の市場分析やコンサルティングサービスを提供している。共に東京（大手町フィナンシャルシティ）にオフィスを持つ。
2018年にインフォーマに買収されたUBM plcの日本法人は2020年4月、「インフォーマ・マーケッツ・ジャパン株式会社」に社名を変更した。東京（鍛冶町）にオフィスを持ち、見本市や国際会議およびセミナーの企画・主催・運営を行っている。

### 開催している主なイベント
製薬・健康・海運等さまざまな分野のBtoBイベントを主催しており、主に東京ビッグサイトで開催されている（詳細は公式サイトを参照）。
- アンチエイジングジャパン
- CPHI Japan（国際医薬品開発展）
- Medtec Japan
- ジャパンジュエリーフェア
- 食品開発展
- 健康博覧会
- Care Show Japan
- SEA JAPAN
- JAPAN HEALTH
- AMWC
- バリシップ

ほか